# 東北雅叙園
東北雅叙園株式会社（とうほくがじょえん）は、かつて宮城県仙台市に本社を置き、ホテル、旅館、ヘルスセンターその他観光施設の経営を行っていた企業である。目黒雅叙園の経営母体とは異なる。
旧雅叙園観光株式会社の存続会社である。
なお、雅叙園観光は1948年（昭和23年）に松尾國三によって設立され、目黒雅叙園に隣接する 「雅叙園観光ホテル」などを経営していたが、イトマン事件などを経て1997年（平成9年）に倒産した。

## 沿革
- 1948年（昭和23年）6月15日 - 雅叙園観光株式会社設立。
- 1950年（昭和25年）6月 - 上場。
- 1984年（昭和59年） - 先代オーナーの死去に伴い、会長と社長の間に経営権争いが発生。混乱に乗じて外部の仕手筋が経営権を掌握[1]。
- 1987年（昭和62年）10月19日 - ニューヨーク株式市場のブラックマンデーに端を発する株価の暴落により資金繰りが悪化[2]。
- 1997年（平成9年）5月6日 - 上場廃止および会社休眠手続。
- 2010年（平成22年）3月 - 雅叙園観光ホールディングスに名称変更。
- 2011年（平成23年）5月 - 東北雅叙園株式会社に名称・住所変更。